# Prinsepia
Genre
Classification phylogénétique
Prinsepia est un genre de plantes à fleurs de la famille des Rosaceae.
Ce sont des arbustes dont les branches portent régulièrement des épines axillaires. Ils donnent des fruits semblables aux cerises (des drupes) et sont originaires d'Asie (Inde, Chine, Bangladesh, Taïwan).
Étymologie : le terme de prinsep vient de James Prinsep (1799–1840) un antiquaire, architecte et secrétaire de la Asiatic Society à Calcutta, membre de la famille anglo-indienne des Prinsep.
Synonymes :
- Plagiospermum Oliv.
- Sinoplagiospermum Rauschert

## Liste des espèces
- Prinsepia scandens Hayata
- Prinsepia sinensis (Oliv.) Oliv. ex Bean
- Prinsepia uniflora Batal.
  - Prinsepia uniflora var. serrata Rehd.
  - Prinsepia uniflora var. uniflora
- Prinsepia utilis Royle